# Smlednik
Smlednik je naselje v Občini Medvode. Nahaja se ob regionalni cesti Škofja Loka - Kamnik, v bližini Zbiljskega jezera. V vasi stoji cerkev Sv. Urha, ki je župnijska cerkev Župnije Smlednik. 
Nad Smlednikom stojijo od daleč vidne razvaline gradu, imenovanega Stari grad. Naselje je ob delavnikih z Ljubljano preko Medvod (linija št. 30) in Kranjem (Alpetour) povezan z rednimi avtobusnimi linijami.